# 河合忠彦
河合 忠彦（かわい ただひこ、1944年12月1日- )は、日本の経営学者、筑波大学名誉教授。
静岡県生まれ。1967年東京大学経済学部卒、東大大学院経済学研究科修士課程修了。1986年カリフォルニア大学バークレー校大学院で経営学博士号取得。1973年学習院大学経済学部講師、助教授、1980年教授、1989年筑波大学教授。2008年定年退官、中央大学ビジネススクール教授、筑波大学名誉教授、中央大学教授を務めた。

## 著書
- 『企業行動理論の方法的基礎』学習院学術研究叢書 1977
- 『戦略的組織革新 シャープ・ソニー・松下電器の比較』有斐閣 1996
- 『複雑適応系リーダーシップ 変革モデルとケース分析』有斐閣 1999
- 『ダイナミック戦略論 ポジショニング論と資源論を超えて』有斐閣 2004
- 『ホンダの戦略経営 新価値創造型リーダーシップ』中央大学ビジネススクール編 中央経済社 2010
- 『ダイナミック競争戦略論・入門 ポーター理論の7つの謎を解いて学ぶ』有斐閣 2012

### 共編著
- 『経営学小辞典』降旗武彦、岡本康雄共編 有斐閣双書 1981
- 『経営学』高橋伸夫,大森賢二共著 有斐閣 1989
- 『ビジネススクールと経営研究 木村雄偉の目指したもの もう一つのMBAスタイルを求めて』筑波大学大学院ビジネス科学研究科監修 宮本道子共編著 サイエンティスト社 2004

### 翻訳
- H.A.サイモン, D.W.スミスバーグ, V.A.トンプソン『組織と管理の基礎理論』岡本康雄,増田孝治共訳 ダイヤモンド社 1977

## 論文
- <河合忠彦